# 1296 w polityce

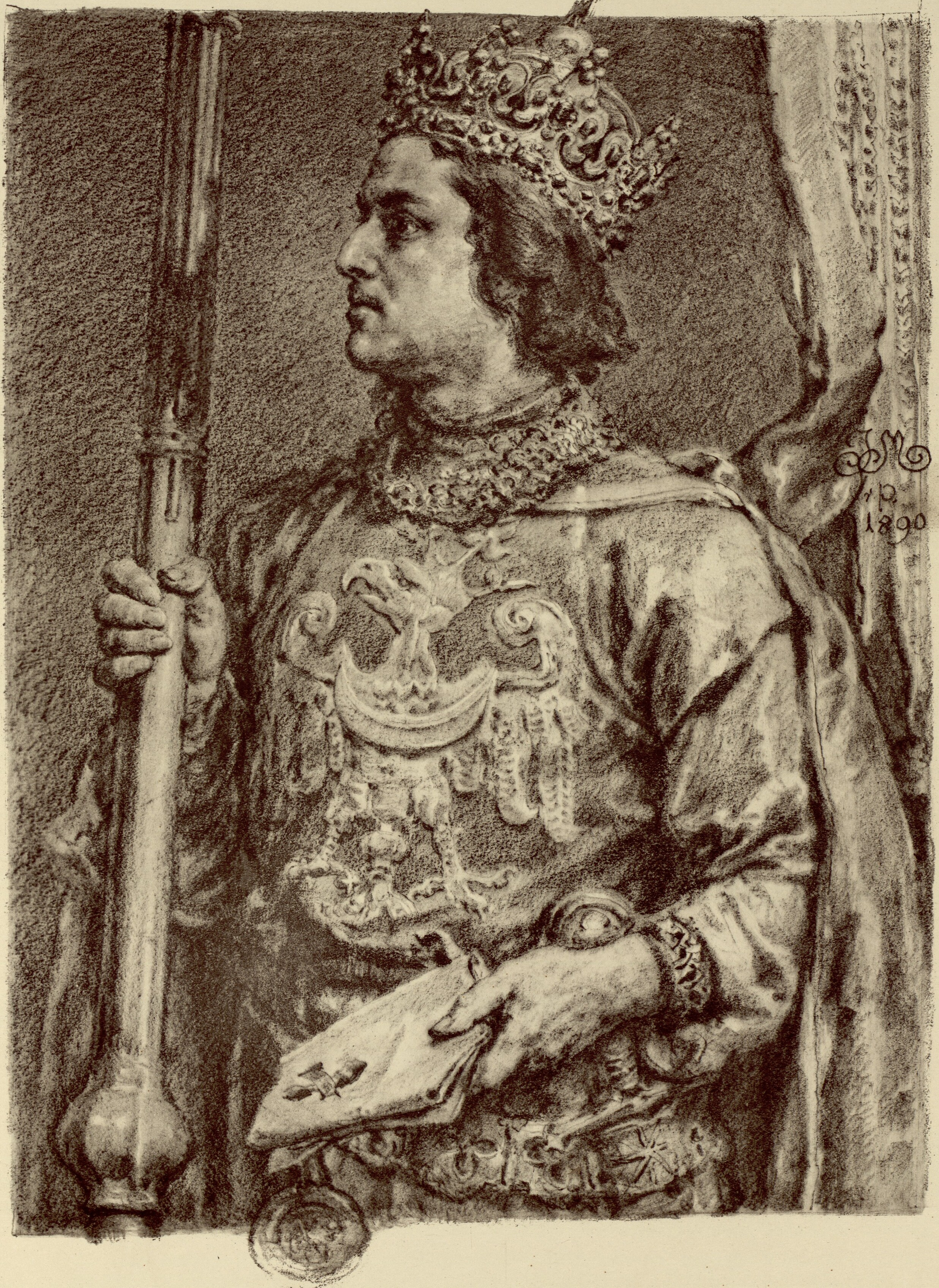
Przemysł II

Wydarzenia polityczne w 1296 roku.

## Wydarzenia
- 24 lutego papież Bonifacy VIII ogłosił bullę Clericis laicos wymierzoną w politykę fiskalną Filipa IV Pięknego wobec Kościoła katolickiego[1][2].
- 10 marca ugoda w Krzywiniu: Władysław I Łokietek przyjął m.in. tytuł księcia Królestwa Polskiego[3].
- 17 sierpnia zakazano wywozu metali szlachetnych z Francji (odpowiedź na bullę Clericis laicos)[1][2].
- Edward I pozbawił Jana Balliola korony szkockiej[4].

## Zmarli
- 8 lutego Przemysł II, król Polski[5].
- 22 lutego Henryk V Gruby[3].